# Portage (Wisconsin)
Portage – miasto w Stanach Zjednoczonych, w stanie Wisconsin, w hrabstwie Columbia.